# Allium cristophii

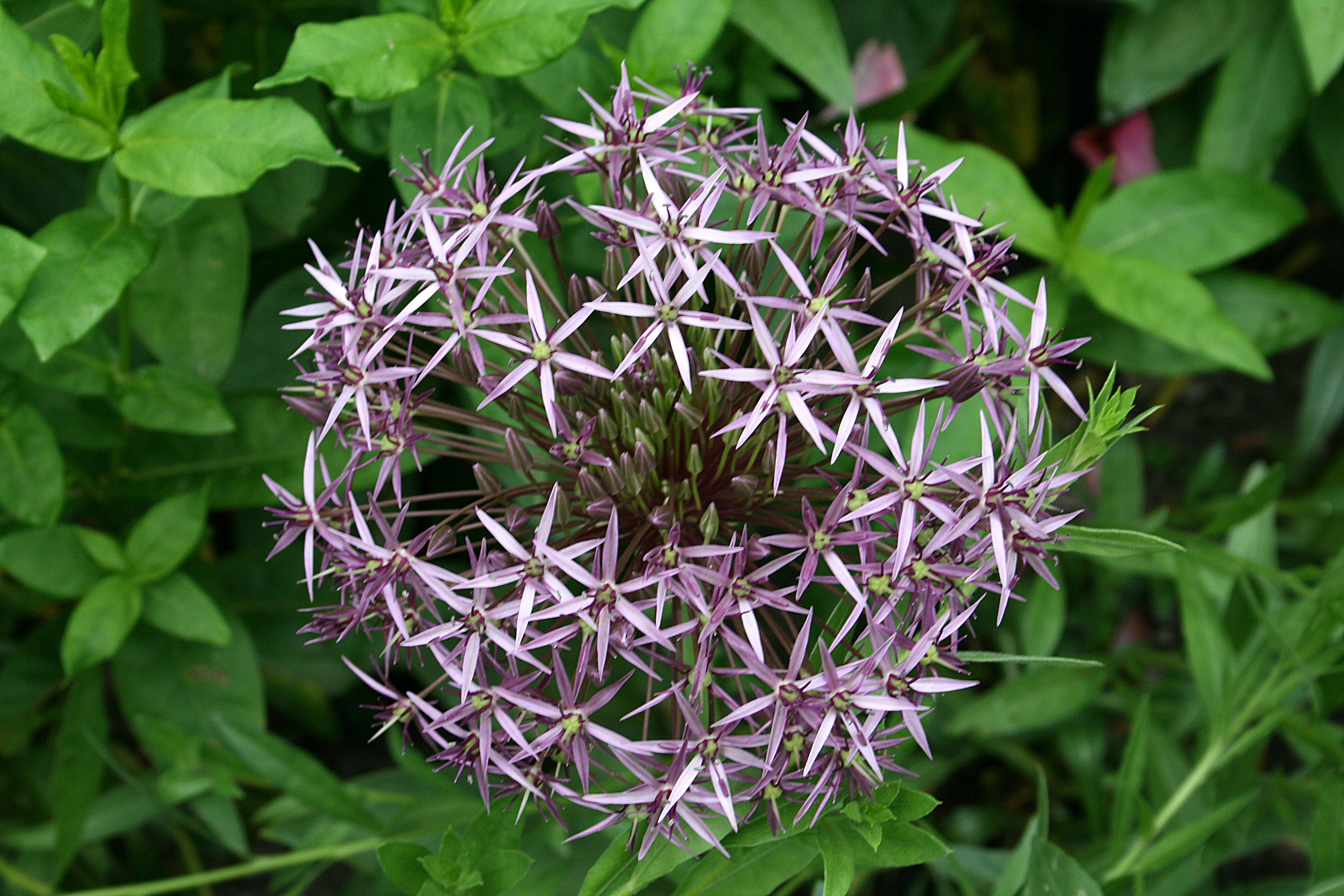
Allium cristophii

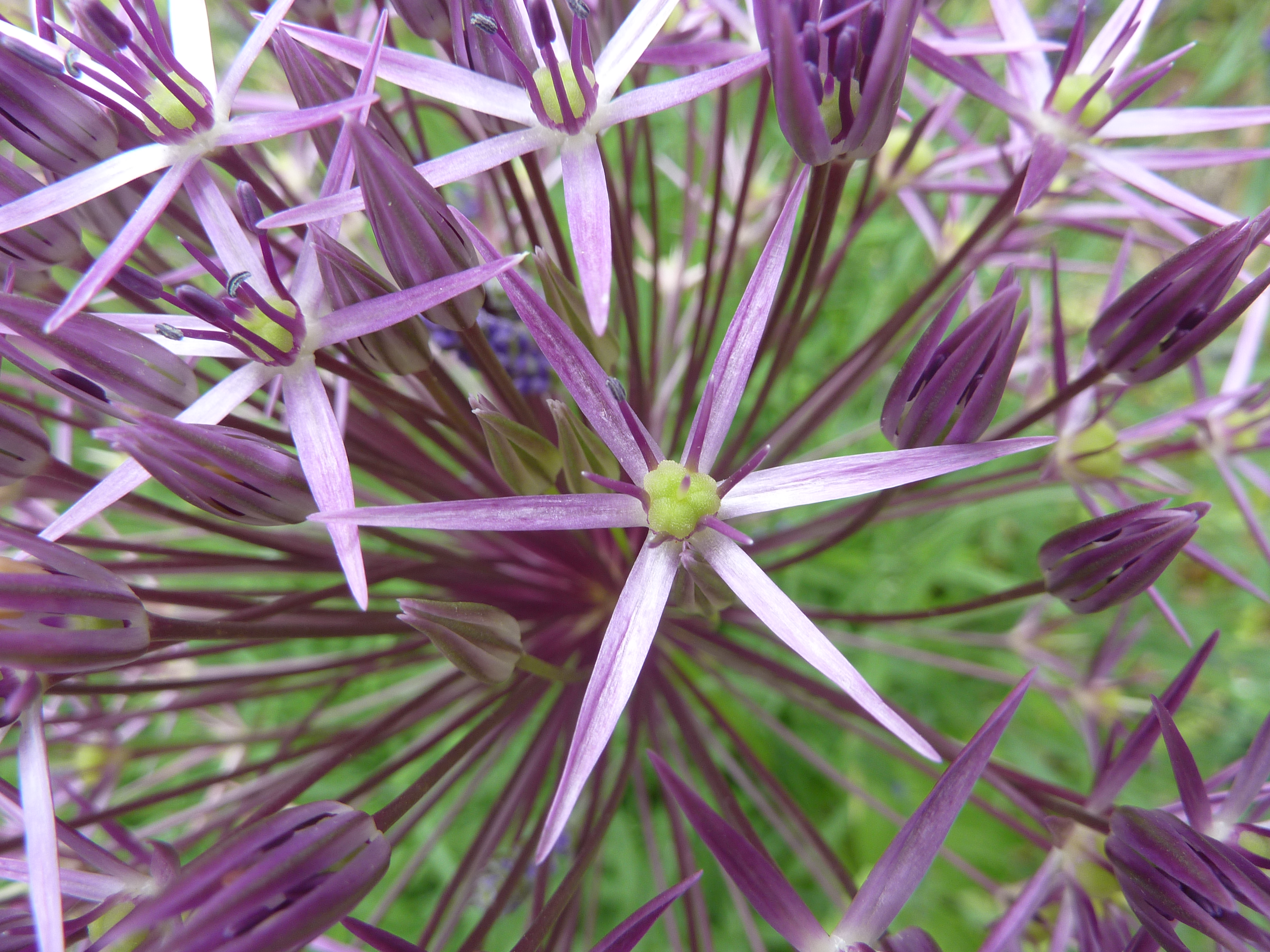
Detalle de la flor

Allium cristophii (syn. Allium albopilosum) es una especie de planta bulbosa del género Allium, perteneciente a la familia de las amarilidáceas, del orden de las Asparagales. Originaria de Asia.

## Descripción
Es una especie con flores de color azul-púrpura. Es nativa de centro de Turquía (Kayseri), el norte de Irán y Turkmenistán. Es cultivada como planta ornamental.

## Taxonomía
Allium cristophii fue descrita por el botánico y pteridólogo ruso, Ernst Rudolph von Trautvetter y publicado en Trudy Imperatorskago S.-Peterburgskago Botaničeskago Sada 9(1): 268, en el año 1884.
Etimología
Allium: nombre genérico muy antiguo. Las plantas de este género eran conocidos tanto por los romanos como por los griegos. Sin embargo, parece que el término tiene un origen celta y significa "quemar", en referencia al fuerte olor acre de la planta. Uno de los primeros en utilizar este nombre para fines botánicos fue el naturalista francés Joseph Pitton de Tournefort (1656-1708).
cristophii: epíteto
Sinonimia
- Allium albopilosum C.H.Wright
- Allium bodeanum Regel
- Allium walteri Regel[7]